# Barata Ribeiro
Cândido Barata Ribeiro (Salvador, 11 de marzo de 1843 - Río de Janeiro, 10 de febrero de 1910) fue un médico, político y escritor brasileño, defensor del abolicionismo y del republicanismo y alcalde de la ciudad de Río de Janeiro.

## Biografía
Nació en Salvador, Bahía, y en 1853 se radicó en Río de Janeiro para cursar estudios secundarios en el monasterio de San Benito. Ingresó a la Facultad de Medicina de Río de Janeiro y se recibió de doctor en ciencias médicas y quirúrgicas en diciembre de 1867. Tras recibirse se trasladó a Campinas, São Paulo, donde dirigió el Servicio Médico y Quirúrgico del Hospital de Caridad y fundó una escuela para niños pobres. El 10 de enero de 1874 fue designado comisionado vacunador del estado, entonces provincia, de São Paulo. 
De nuevo en Río de Janeiro en marzo de 1883 obtuvo un puesto como catedrático en la Facultad de Medicina, al que accedió por concurso y que mantuvo hasta el año de su fallecimiento.
Fue miembro de la Academia Nacional de Medicina y pionero en el uso de rayos X para el diagnóstico de osteosarcomas. Realizó investigaciones sobre el pie equinovaro congénito, la tuberculosis osteoarticular y el tratamiento de malformaciones raquíticas. Fue autor de varios estudios sobre ortopedia.
Defendió con firmeza la abolición de la esclavitud y el establecimiento en Brasil de un régimen republicano. Fue uno de los firmantes del Manifiesto Republicano de 1870.
Escribió varias obras teatrales. La más importante de ellas es O Segredo do Lar (1872), de temática abolicionista. También fue autor de los libros Mulheres que Morrem, O soldado brasileiro, A Mucama y O Divórcio.
Fue el primer prefecto del Distrito Federal, que en esa época era la ciudad de Río de Janeiro. El presidente Floriano Peixoto lo nominó para el cargo en diciembre de 1892, aunque en la práctica ya ejercía como administrador de la ciudad desde diciembre de 1891, en su condición de presidente del Consejo Municipal. Realizó varias obras de urbanización, mejora de la higiene y de embellecimiento de la ciudad. Permaneció en el cargo solamente hasta mayo de 1893, pues fue vetado por el Senado en función de problemas políticos relacionados con sus medidas disciplinadoras de las costumbres y hábitos de comercio.
El hecho más notable de su gestión como prefecto ocurrió en 1893, cuando en una «megaoperación de limpieza», ordenó demoler bloques de viviendas antihigiénicos e inquilinatos («Cortiço» en portugués) ubicados en el centro de Río de Janeiro. Existían 600 inquilinatos en el centro de la ciudad, que albergaban a casi la cuarta parte de su población. El mayor de ellos, con cerca de cuatro mil personas, se llamaba Cabeça-de-porco («Cabeza de puerco», sirvió de inspiración para la novela O Cortiço de Aluísio de Azevedo) y fue demolido el 26 de enero de ese año. Barata Ribeiro autorizó a sus habitantes a retirar pedazos de madera de las construcciones para reutilizarlos. Los desalojados migraron al morro más cercano, conocido como Morro da Favella, y con esos restos de madera construyeron viviendas precarias. Pocos años más tarde, los veteranos de la guerra de Canudos también se establecieron allí. De esa forma se originó la primera favela brasileña, conocida como favela da Providência, y surgió el propio significado en portugués de la expresión «favela».
El 23 de octubre de 1893 fue nombrado por decreto ministro del Supremo Tribunal Federal y asumió el 25 de noviembre del mismo año. Sin embargo, su nombre fue rechazado por el Senado en sesión secreta del 24 de septiembre de 1894, al considerarse que incumplía el requisito de «notable saber jurídico», por lo que tuvo que renunciar al cargo. Su condición de abolicionista y su afinidad al presidente Floriano Peixoto fueron las principales razones por las que la mayoría opositora del senado lo vetó junto con otros cuatro candidatos.
Fue elegido senador por el Distrito Federal el 30 de diciembre de 1899 y ejerció el cargo hasta 1909.
Falleció en la Santa Casa de Misericordia de Río de Janeiro en 1910 y fue sepultado en el Cementerio de San Juan Bautista de la misma ciudad. Una de las calles más importantes de Río de Janeiro lleva su nombre, en el barrio de Copacabana.